# Bahnhof Zaandam
Der Bahnhof Zandam ist ein Durchgangsbahnhof der niederländischen Bahngesellschaft NS in der niederländischen Stadt Zaandam in der Gemeinde Zaanstad.

## Geschichte
Der erste Bahnhof wurde 1869 mit dem neuen Streckenabschnitt zwischen Uitgeest und Zaandam, der Bahnstrecke Nieuwediep–Amsterdam, eröffnet. Das heutige Erscheinungsbild, erhielt der Bahnhof 1983 mit der Eröffnung des Hemtunnel, dieser ersetzte die alte Brücke über den Nordseekanal. Der Bahnhof besteht aus vier Gleisen an zwei Mittelbahnsteigen, welche über einen Tunnel miteinander verbunden sind.

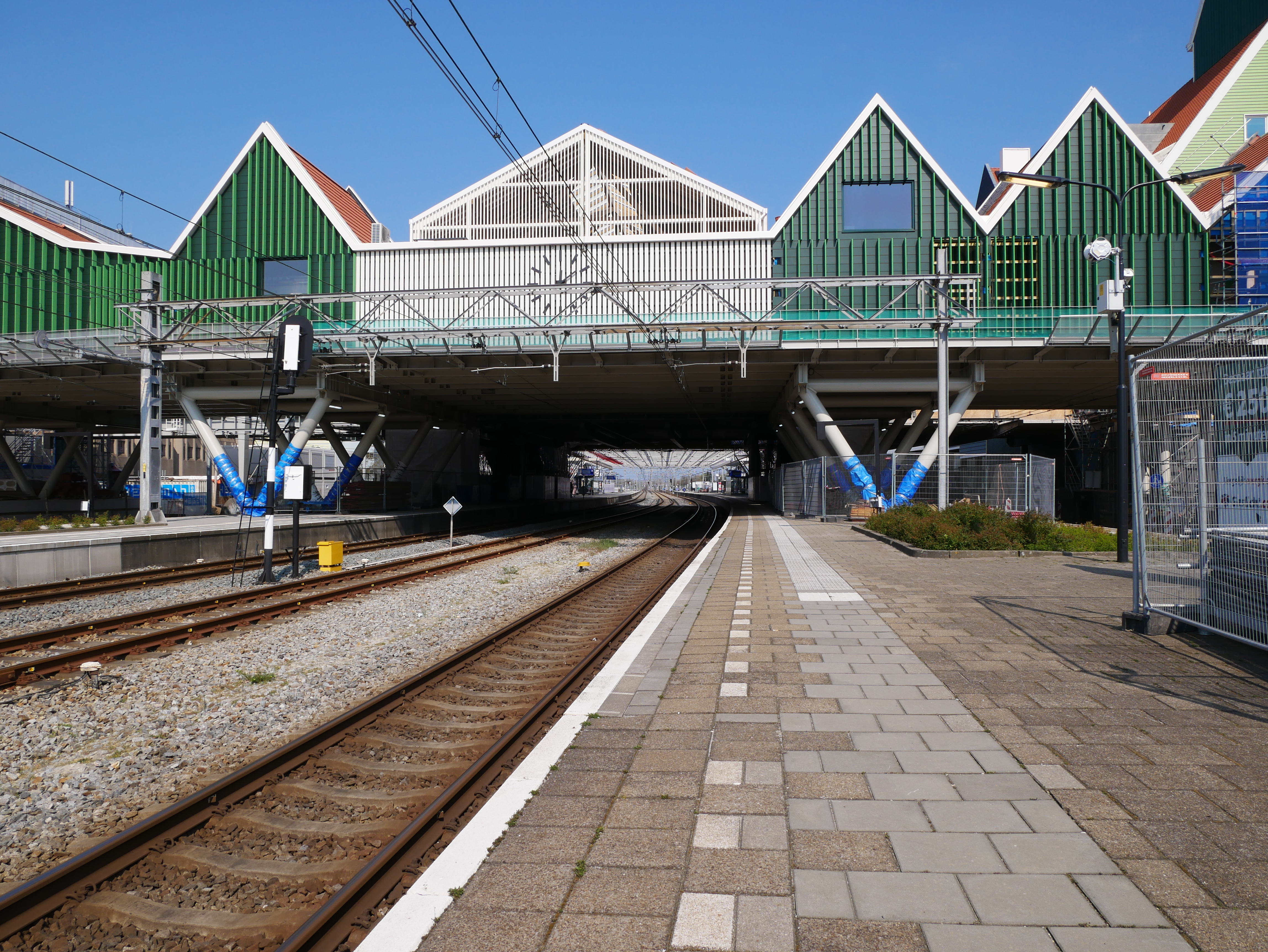
Der Bahnhof während Umbauarbeiten (2019)

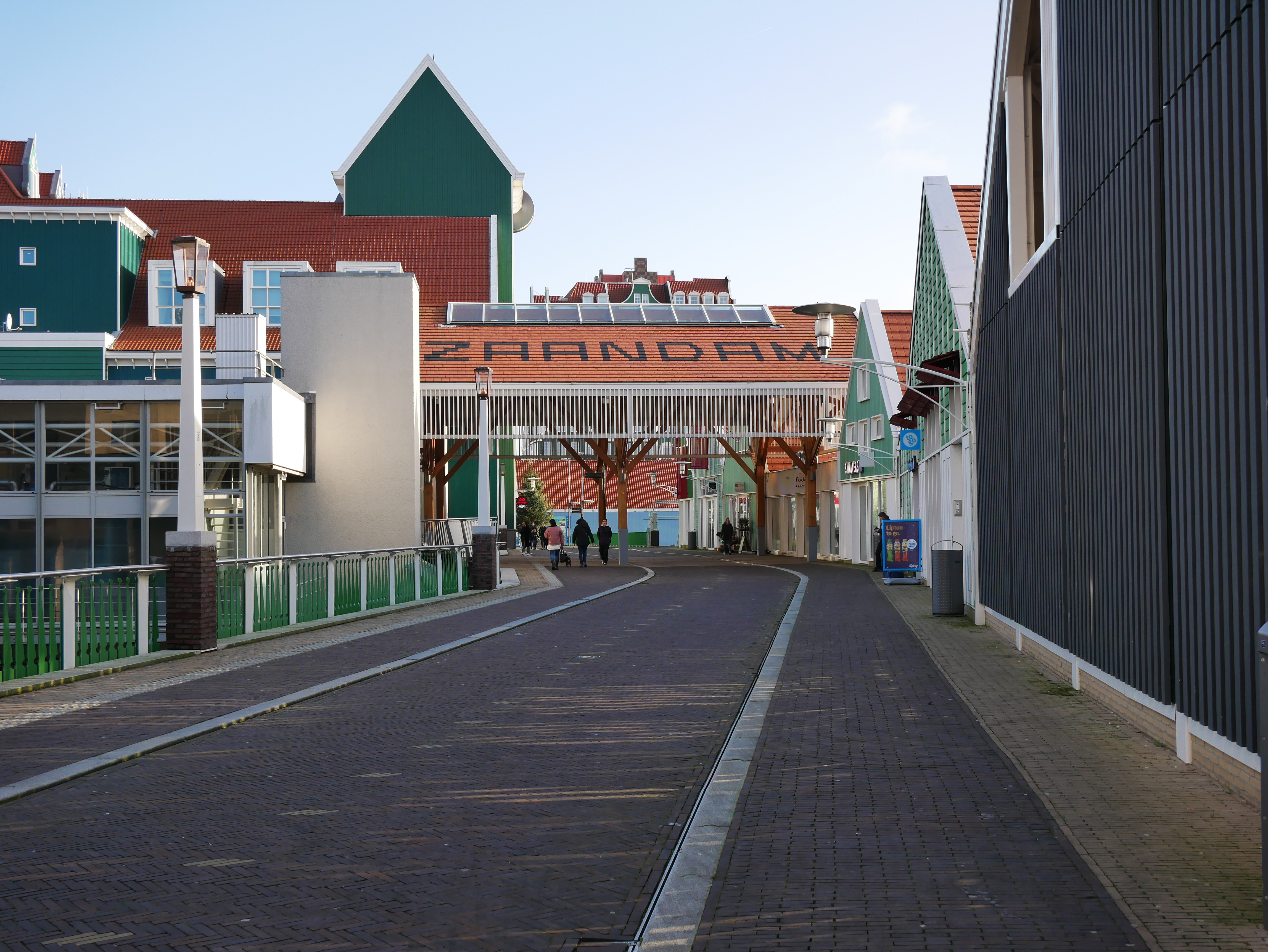
Gleisüberbauung nach Fertigstellung des Umbaus (2022)

Teil des Projektes MAAK.Zaanstad war der Umbau des Bahnhofsgebietes in Zaandam. Oberhalb der Gleise wurde ein Überbau angelegt, worauf ein Transfer für Fußgänger und Radfahrer, der das Stadtzentrum mit der Westseite des Bahnhofes verbindet, eingerichtet wurde. Außerdem finden auf dem Überbau seither einige Geschäfte Platz. Zudem wurde an der Westseite eine Fahrradstation mit Platz für 1400 Fahrräder gebaut. Die Bahnhofshalle erhielt einen neuen Eingang und wurde modernisiert. Das Projekt wurde im Auftrag der Gemeinde Zaanstad, der Nederlandse Spoorwegen, von ProRail und der Vervoerregio Amsterdam ausgeführt und wurde im September 2020 im Rahmen einer feierlichen Wiedereröffnung fertiggestellt.

## Lage
Die Station befindet sich im westlich gelegenen Stadtteil Zaandam der Gemeinde Zaanstad. Etwa 500 Meter südlich der Station, beginnt der Hemtunnel und führt die Züge auf direktem Wege zur Station Amsterdam Sloterdijk.

## Streckenverbindungen
Im Jahresfahrplan 2022 wird der Bahnhof Zaandam von folgenden Linien bedient:
| Zugtyp    | Linienverlauf | Frequenz |
| --------- | --- | --- |
| Intercity | Maastricht – Sittard – Roermond – Eindhoven Centraal – ’s-Hertogenbosch – Utrecht Centraal – Amsterdam Centraal – Zaandam – Alkmaar (– Schagen – Den Helder) | halbstündlich (fährt nicht abends; fährt nur in der HVZ über Schagen nach Den Helder)                          |
| Intercity | Nijmegen – Arnhem Centraal – Ede-Wageningen – Utrecht Centraal – Amsterdam Centraal – Zaandam – Alkmaar – Den Helder                                         | halbstündlich                                                                                                  |
| Sprinter  | (Den Haag Centraal – Leiden Centraal –) Hoofddorp – Schiphol Airport – Zaandam – Purmerend – Hoorn – Hoorn Kersenboogerd                                     | halbstündlich (fährt nach 19 Uhr und am Wochenende nicht zwischen Den Haag Centraal und Hoofddorp)             |
| Sprinter  | Uitgeest – Zaandam – Amsterdam Centraal – Breukelen – Woerden – Gouda – Rotterdam Centraal                                                                   | halbstündlich                                                                                                  |
| Sprinter  | Uitgeest – Zaandam – Amsterdam Centraal – Breukelen – Utrecht Centraal – Driebergen-Zeist (– Veenendaal Centrum)                                             | halbstündlich (fährt nicht nach 20 Uhr; fährt nur in der HVZ zwischen Driebergen-Zeist und Veenendaal Centrum) |